# Гуськова, Светлана
Светлана Гуськова (род. 19 августа 1957, Тирасполь) — советская легкоатлетка, специализировавшаяся в беге на средние и длинные дистанции, призёр чемпионатов СССР, бронзовый призёр чемпионата Европы 1979 года, серебряный призёр Универсиады 1985 года в Кобе, обладательница Кубка Европы 1979 года, Заслуженный мастер спорта СССР (1989). Выступала за клуб «Трудовые резервы» (Тирасполь).

## Спортивные результаты
- Чемпионат СССР по лёгкой атлетике 1978 года:
  -  Бег на 3000 метров —  (8.48,8);
- Чемпионат СССР по лёгкой атлетике в помещении 1979 года:
  -  Бег на 1500 метров —  (4.13,3);
- Чемпионат СССР по лёгкой атлетике в помещении 1982 года:
  -  Бег на 1500 метров —  (4.10,99);
  - Бег на 3000 метров —  (8.29,36);
- Чемпионат СССР по лёгкой атлетике в помещении 1983 года:
  -  Бег на 3000 метров —  (9.00,50);
  - Бег на 3000 метров —  (8.56,63);
- Чемпионат СССР по лёгкой атлетике 1984 года:
  -  Бег на 3000 метров —  (8.37,63);
- Чемпионат СССР по лёгкой атлетике 1985 года:
  -  Бег на 10 000 метров —  (31.57,00);